# Søndermarken (Mørdrup Sogn)
 Der er flere lokaliteter med dette navn, se Søndermarken (flertydig).
Søndermarken er en gade i Espergærde. Gaden forbinder Kløvermarken mod øst og Hovvej mod vest. Gaden fungerer som adgangsvej til Espergærdecenteret for de boligområder, som ligger ved vejen. Gaden har busforbindelse.

## Historie
Frem til 1960 udviklede Espergærde sig til Tikøb Kommunes største bysamfund. I 1960 besluttede Tikøb Sogneråd at udarbejde en byplan for byens fremtidige udvikling. Denne byplan forudså, at hele området mellem det daværende Espergærde øst for Kystbanen, Mørdrup mod nordvest og Tibberup mod sydvest i fremtiden skulle udbygges til et samlet byområde med boliger, butikscenter og et erhvervsområde i byens vestlige del. Et nyt butikscenter, Espergærdecenteret, skulle placeres omtrent midt i byen og betjene hele det nye byområde. I den forbindelse blev planlagt en række adgangsveje fra de enkelte bydele til det nye butikscenter: Kløvermarken mod nord (og øst), Nørremarken mod nordvest, Søndermarken mod vest og Kofod Anchersvej mod syd.
Søndermarken blev fra starten planlagt som en tosporet vej med brede rabatter og plads til parkering langs vejens sydside for de boliger, som skulle placeres her. Senere blev etableret cykelsti langs (en del af) gaden. Vejen blev anlagt i begyndelsen af 1960-erne.

## Espergærdecenteret
Espergærdecenteret blev anlagt nord for vejen mod øst, hvor Søndermarken udmunder i Kløvermarken. Den ene af to centerparkeringspladser blev anlagt med ind- og udkørsel til Søndermarken. Denne ind- og udkørsel bliver ligeledes brugt af varevogne med varer til en del af centerets butikker, der har baggårde for vareoplagring ud mod parkeringspladsen. Første etape blev indviet i 1964.
Vest for Espergærdecenteret og ligeledes nord for Søndermarken ligger et etageboligområde, oprindelig kaldet "Søbækgaard Parkbebyggelse" og angiveligt Danmarks første etagetypehuse. Området blev planlagt med separation af kørende og gående/cyklende trafik for øje: biler og busser blev henvist til Søndermarken syd for boligblokkene mens en kombineret gang- og cykelsti blev anlagt nord for boligblokkene parallelt med Søndermarken.

## Boliger
Boligområder blev planlagt både nord og syd for vejen. Nord for vejen blev bygget 3-etagers boligblokke med tilhørende parkeringspladser, garager og grønne områder. Hver boligblok have sin egen udkørsel til Søndermarken. De første boligblokke var færdige i 1964. Syd for vejen blev etableret to boligområder: mod øst "Den hvide by" bestående af ensartede hvide kædehuse omkring to grønne anlæg. Byggeriet startede i 1962. Kun de huse, der lå ud til Søndermarken, kunne direkte bruge denne. Husene bagved, på Birkevænget og Markskellet, havde udkørsel til henholdsvis Stokholmsvej og Mindevej, og fra sidstnævnte var adgang til Søndermarken. Vest for Mindevej anlagdes syd for vejen et mere sammensat villaområde. For de huse, der ligger ud mod vejen, var planlagt parkering med udkørsel til Søndermarken, mens boliger bagved fik adgang via Hyrdevej, der udmunder i Mindevej.
Ved Mindevejs udmunding omtrent midt for på den sydlige side af Søndermarken er anlagt en lysreguleret fodgængerovergang, ligesom ved begge vejens udmundinger, men folk krydser også vejen andre steder, især ved butikscenteret.

## Industri
Der blev ikke udlagt erhvervsområder ved Søndermarken, men derimod vest for dennes udmunding i Hovvej.